# 3루수

3루의 위치

3루수(三壘手, third baseman, 3B)는 3루 근처에 위치해서 3루를 중심으로 수비하는 내야수이다. 기록지에서 3루수의 수비수 번호는 5이다.

## 핫 코너(Hot Corner)
- 3루수가 수비하는 3루 지역은 우타자들이 잡아당기는 타격을 할 경우 강한 타구가 많이 날아가는 곳으로, 핫 코너라고 불리기도 한다.

## 조건
- 3루수는 수비 구역이 유격수나 2루수보다 작으므로 이동능력보다는 세밀한 정확성이 더 필요하다.
- 송구능력은 중요하다. 1루와 멀기 때문에 땅볼을 잡아도 세이프가 되는 경우가 있다. 정확하고 빠른 송구가 필요하다.
- 좌측 수비시 야구 백업을 해야하는 경우가 있으므로 경기에 주의 집중해야 한다.